# Márcio Amoroso
Márcio Amoroso dos Santos (* 5. Juli 1974 in Brasília) ist ein ehemaliger brasilianischer Fußballspieler. Ende der 1990er-Jahre galt er als einer der besten Stürmer der Welt. Amoroso, wie er abgekürzt genannt wird, hat auch die italienische Staatsbürgerschaft und fiel deswegen bei seinen Engagements bei europäischen Vereinen nicht unter das Ausländerkontingent.

## Karriere

### Brasilien, Japan und Italien
Nach seinen früheren Stationen bei seinem Heimatverein Guarani FC, wo er Torschützenkönig der brasilianischen Liga wurde, und dem japanischen Erstligisten Verdy Kawasaki (J. League), spielte er im Jahr 1996 beim brasilianischen Verein Flamengo Rio de Janeiro, wo er den sogenannten Jahrhundertsturm mit Sávio, Bebeto und Romario bildete.
Im selben Jahr wechselte er in die italienische Serie A zu Udinese Calcio als Sturmpartner von Oliver Bierhoff. 1999 gewann er die italienische Torjägertrophäe und unterschrieb, umworben von europäischen Spitzenvereinen wie AC Mailand, Inter Mailand, AS Rom, Lazio Rom, Fiorentina, Arsenal London, Atlético Madrid und Borussia Dortmund, beim dreifachen Europapokalsieger AC Parma. Er hatte dort später Differenzen mit seinen Trainern und verließ den Verein 2001.

### Borussia Dortmund
Amoroso wechselte 2001 vom italienischen Erstligisten für eine Ablösesumme von umgerechnet 25,5 Mio. Euro in die Fußball-Bundesliga zu Borussia Dortmund. Er wurde in der Saison 2001/02 mit Borussia Dortmund Deutscher Meister und im gleichen Jahr Torschützenkönig in der Bundesliga, führte den Verein in das UEFA-Pokalfinale (dabei erzielte er beim 4:0-Sieg im Halbfinalhinspiel gegen den AC Mailand einen Hattrick) und kehrte wenig später in die brasilianische Nationalmannschaft zurück.
Zu Beginn der Saison 2002/03 verletzte Amoroso sich an der Achillessehne und kehrte erst Ende Oktober in den Kader zurück. Dortmunds Trainer Matthias Sammer setzte ihn in der Folge nur sporadisch ein. Während der gesamten Saison spielte Amoroso nicht über 90 Minuten durch, erzielte aber wichtige Tore für den BVB. Da seine Leistungen zuweilen schwankend waren und Amorosos mit dem Ball zu verspielte Einstellung nicht mit Sammers Philosophie vom harten Arbeiten auf dem Platz übereinstimmte, vergrößerten sich die Differenzen der beiden.
Zu Beginn der Saison 2003/04 übte der Dortmunder Vorstand öffentlichen Druck auf Trainer Sammer aus, wieder auf den brasilianischen Stürmer zu setzen und ihn in der Mannschaft aufzustellen. In den ersten vier Bundesligaspielen für den BVB erzielte Amoroso vier Tore, bis er sich am 11. September 2003 einen Teileinriss des Innenbandes zuzog. Weil Amoroso seine Verletzung in seiner Heimat auskurieren wollte, kam es zu öffentlich geführten Meinungsverschiedenheiten mit der Vereinsführung von Borussia Dortmund. Schließlich wurde der Vertrag des Torjägers mit dem Verein am 1. April 2004 aufgelöst.

### Spanien, Brasilien, Italien und Griechenland
Danach ging er für eine Saison zum FC Málaga. Anschließend kehrte er nach Brasilien zum FC São Paulo zurück, bei dem er einen bis zum Juni 2006 gültigen Einjahresvertrag unterschrieb. 2005 gewann er mit dem Klub die Copa Libertadores, wozu er im Finale auch ein Tor beisteuerte.
Nach dem Sieg bei der FIFA Klub-Weltmeisterschaft 2005 wechselte er im Januar 2006 zum AC Mailand, bei dem er Christian Vieri ersetzte. Er konnte sich in Mailand nicht richtig durchsetzen und kam über den Reservistenstatus (vier Spiele, ein Tor) nicht hinaus. Daraufhin wechselte er nach einem halben Jahr zurück nach Brasilien und unterschrieb bei Corinthians São Paulo. Ab Mai 2007 stand Amoroso bei dem brasilianischen Série-A Klub Grêmio Porto Alegre unter Vertrag, der bereits im August wieder aufgelöst wurde.
Im Januar 2008 unterzeichnete er einen Vertrag bei Aris Thessaloniki. Im Januar 2009 wechselte Amoroso zurück nach Brasilien in die Campeonato Brasileiro Série B zu Guarani Futebol Clube.

## Erfolge
Vereine
- Japanische Meisterschaft: 1993
- Staatsmeisterschaft von Rio de Janeiro: 1996
- Copa de Oro Nicolás Leoz: 1996
- Supercoppa Italiana: 1999
- Deutsche Meisterschaft: 2001/02
- Copa Libertadores: 2005
- Klub-Weltmeisterschaft: 2005

Nationalmannschaft
- Copa América: 1999

Auszeichnungen
- Bester Spieler der brasilianischen Meisterschaft: 1994
- Torschützenkönig des Campeonato Brasileiro Série A: 1994 (19 Tore)
- Dreamteam der brasilianischen Meisterschaft: 1994 (Sturm)
- Torschützenkönig der italienischen Serie A: 1998/99 (22 Tore)
- Torschützenkönig der deutschen Bundesliga: 2001/02 (18 Tore)
- Bester Spieler des Finals der FIFA-Klub-Weltmeisterschaft (Toyota Award): 2005